# 檢非違使

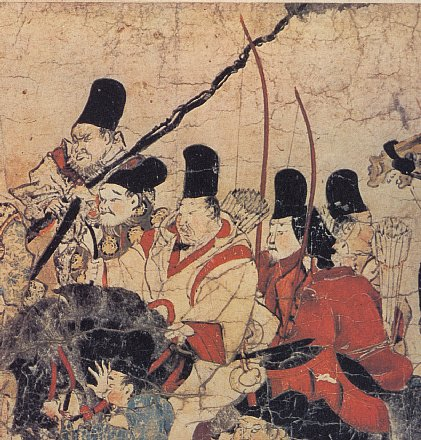
『伴大納言繪詞』描繪的檢非違使

檢非違使是日本律令制下的令外官之一，「檢察非違（非法、違法）的天皇使者」之意，管轄京都的治安維持和民政。平安時代後期，也在令制國設置。

## 沿革
平安時代弘仁7年（816年）初見，一般認為是在此時設置。當初是衛門府的役人兼務。無官位相當。五位以上可成為准許昇殿的殿上人，所以是武士出世的目標。
寬平7年（895年），左右衛門府內設置左右檢非違使廳（役所），天曆元年（947年），統合在左廳設置檢非違使廳。
逐漸掌控管轄司法的刑部省、管轄警察・監察的彈正台和統括京都相關的行政・治安・司法的京職等其他官廳的職掌，檢非違使成為握有大權的官職。
平安時代後期，為了刑事事件相關職權行使，所以適用和律令性質相異的「廳例」。
平安時代末期，被院政的軍事組織北面武士取代，加上鎌倉幕府設置六波羅探題之後權力減弱。室町時代，幕府置於京都，權限被侍所掌握。

## 內部官職
別當
相當四等官之長官。唐名大理卿。定員1名，慣例是由現任的正、權中納言或参議擔任，左、右衛門督或左、右兵衛督的兼任者中補任。也有参議四位兼任檢非違使別當之例。
佐
相當四等官之次官。定員2名，左、右衛門權佐兼務。別當有許多兼務，所以是實質上的檢非違使廳的責任者。
大尉
相當四等官之判官。定員4名，衛門大尉兼務。明法家的坂上氏及中原氏世襲。
少尉
相當四等官之判官。定員不定，衛門尉兼務。10世紀後半以降，源氏或平氏等武士擔任者相當多。源義經就任此官職，所以被稱作九郎判官。
大志、少志
相當四等官之主典。定員不定，多由年少的明法家擔任。
府生
相當其他官司的史生的下級書記官。参加追捕、裁判。定員大約是2名～4名。
看督長
管理監獄的職役，但是，之後成為捕縛罪人的職役。
案主
檢非違使廳的事務役人，當初1名，之後人數增加。
火長
衛門府的衛士中選抜，從中選出看督長、案主。
放免
原本是罪人，也稱作下部，也有赦免後在檢非違使廳工作者。實際擔當犯罪者探索、捕縛、拷問。

## 備考
- 『竹林中』作為警察官登場。
- 初期電腦遊戲『平安京異形』的玩家角色設定為檢非違使。
- 在線上網頁遊戲『刀劍亂舞』中作為隨機出現的敵軍登場，在遊戲中的各地圖皆可能隨機出現，擊敗有低機率獲得太刀髭切或太刀膝丸。[1]

## 關連項目
- 檢非違使別當宣
- 神郡檢非違使

1. ↑  在2016年3月15日更新前，擊敗檢非違使後低機率掉落的刀劍為脇差浦島虎徹與打刀長曾禰虎徹。